# Poulaines
Poulaines település Franciaországban, Indre megyében. Lakosainak száma 816 fő (2022. január 1.). Poulaines Bagneux, Buxeuil, Rouvres-les-Bois, Saint-Christophe-en-Bazelle, Valençay, Val-Fouzon és Vicq-sur-Nahon községekkel határos.

## Népesség
A település népességének változása:
| Lakosok száma | 1167 | 926  | 911  | 872  | 916  | 895  | 845  | 826  | 817  | 816  |
|               | 1968 | 1982 | 1990 | 2006 | 2013 | 2015 | 2017 | 2019 | 2020 | 2022 |